# Silická Jablonica
Silická Jablonica este o comună slovacă, aflată în districtul Rožňava din regiunea Košice. Localitatea se află la altitudinea de 246 m deasupra n.m., se întinde pe o suprafață de 25,57 km2 și în 2017 număra 186 de locuitori.

## Istoric
Localitatea Silická Jablonica este atestată documentar din 1386.

## Demografie
| An:                | 1994 | 2004    | 2014    | 2024    |
| ------------------ | ---- | ------- | ------- | ------- |
| Număr de persoane: | 281  | 231     | 194     | 172     |
| Diferență:         |      | −17,79% | −16,01% | −11,34% |

| An:                | 2023 | 2024   |
| ------------------ | ---- | ------ |
| Număr de persoane: | 179  | 172    |
| Diferență:         |      | −3,91% |